# Patrick Helmes
Patrick Helmes (Köln, 1984. március 1. –) német válogatott labdarúgó, edző. Édesapja, Uwe Helmes megfordult többek között Fortuna Köln és az MSV Duisburg csapatainál, valamint edzősködött is.

## Pályafutása

### Klubcsapatokban
Fiatalon a Vesztfália tartományi csapatokban szerepelt, majd 1997-ben csatlakozott az 1. FC Köln akadémiájához. 2000-ben elbocsájtották mert fizikailag nem felelt meg. Ezt követően visszatért a Sportfreunde Siegen csapatához. A 2004–05-ös szezon során a harmadosztályban ezüstérmesek lettek, valamint gólkirályi címet szerzett. 2005-ben debütált a Bundesligában a Köln színeiben, a második mérkőzés során megszerezte első gólját is a nagy rivális Bayer 04 Leverkusen ellen. Hétszer lőtt gólt a szezon első 5 meccse alatt, mellyel a Köln folyamatosan a ranglista élén volt. Azonban az egyik mérkőzés alatt eltörte a lábát, mely 4 hónap kihagyást jelentett számára. A 2007–08-as szezonvégén nem titkolta egy másik csapathoz való csatlakozási szándékát. Annak ellenére, hogy meg is erősítette távozását a Bayer Leverkusenhez, a Köln edzője, Christoph Daum 2007 nyarán csapatkapitányként nevezte meg őt. Később lemondott erről a tisztségről, azonban a szezon második felében jó formában játszott végig, melynek elismeréseként a Kicker sportmagazin a legjobb csatárnak választotta a német másodosztályban. Ezzel maga mögé utasította többek között Oliver Neuvillet, Chinedu Obasit és Demba Bat is.
A 2008–09-es szezont jól kezdte a Leverkusennél, bár egy júniusi sérülése miatt 3 hétig nem játszhatott. Remek párosnak bizonyultak Stefan Kießlinggel. Az első 5 meccs alkalmával 6 gólt rúgott. A szezon végeztével 21 gól 34 mérkőzés alatt került a neve mellé. 2 héttel a vége után a barátaival focizott, mikor a jobb térdében elszakadt a keresztszalag, melyet műteni kellett.
2011. január 31-én már a VfL Wolfsburg színeiben lépett pályára. A szezon első felében mindössze nyolcszor került mérkőzés közelbe, szemben a klub két legjobb csatárával, Grafiteval és Mario Mandžukićcsal. A következő szezon első meccsén kétszer talált be egykori csapatának, a Köln hálójába. Azonban ezek voltak az utolsó góljai ebben az évad részben eltiltás miatt. 2012. február 25-én térhetett vissza, melyet egy góllal koronázott meg a Hoffenheim csapata ellen. 2012 augusztusában ismét elszenvedett egy keresztszalag szakadást, a Manchester Cityvel való barátságos mérkőzés alkalmával. A 2013–14-ban visszatért a Köln csapatához a másodosztályba. 27 bajnokin 12 gólt szerzett, majd 2014-ben porcsérülés miatt visszavonult.

### A válogatottban
2007. március 28-án Dánia ellen mutatkozott be a német válogatottban a mérkőzés végefelé Jan Schlaudraff cseréjeként. Joachim Löw 2008-as labdarúgó-Európa-bajnokságra készülő 26 fős keretébe meghívott kapott, de a szűkítés során Oliver Neuvillet választotta. 2008. november 19-én Anglia elleni felkészülési mérkőzésen első válogatott gólját szerezte meg.

### Edzőként
2015-ös visszavonulását követően a Köln II asszisztens edzője lett. Stefan Emmerling távozása után ideiglenesen ő lett a klub edzője. 2017 márciusában 2021-ig alá írt az FC Rot-Weiß Erfurt csapatához. A 2018–19-es szezontól a Bayer Leverkusen ifjúsági akadémián edző beosztásban tevékenykedik.

## Statisztika
| Klub információ     | Klub információ  | Klub információ | Bajnokság | Bajnokság | Kupa      | Kupa      | Ligakupa      | Ligakupa      | Nemzetközi | Nemzetközi | Összesen | Összesen |
| Klub                | Bajnokság        | Szezon          | Mérk.     | Gólok     | Mérk.     | Gólok     | Mérk.         | Gólok         | Mérk.      | Gólok      | Mérk.    | Gólok    |
| Németország         | Németország      | Németország     | Bajnokság | Bajnokság | DFB-Pokal | DFB-Pokal | DFB-Ligapokal | DFB-Ligapokal | UEFA       | UEFA       | Összesen | Összesen |
| ------------------- | ---------------- | --------------- | --------- | --------- | --------- | --------- | ------------- | ------------- | ---------- | ---------- | -------- | -------- |
| Sportfreunde Siegen | Regionalliga Süd | 2003–04         | 17        | 1         | 1         | 0         | —             | —             | —          | —          | 18       | 1        |
| Sportfreunde Siegen | Regionalliga Süd | 2004–05         | 34        | 21        | 0         | 0         | —             | —             | —          | —          | 34       | 21       |
| 1. FC Köln          | Bundesliga       | 2005–06         | 13        | 4         | 0         | 0         | —             | —             | —          | —          | 13       | 4        |
| 1. FC Köln          | 2. Bundesliga    | 2006–07         | 19        | 14        | 1         | 0         | —             | —             | —          | —          | 20       | 14       |
| 1. FC Köln          | 2. Bundesliga    | 2007–08         | 33        | 17        | 1         | 0         | —             | —             | —          | —          | 34       | 17       |
| Bayer Leverkusen    | Bundesliga       | 2008–09         | 34        | 21        | 6         | 3         | —             | —             | —          | —          | 40       | 24       |
| Bayer Leverkusen    | Bundesliga       | 2009–10         | 12        | 2         | 0         | 0         | —             | —             | 2          | 0          | 14       | 2        |
| Bayer Leverkusen    | Bundesliga       | 2010–11         | 11        | 5         | 2         | 3         | —             | —             | 7          | 4          | 20       | 12       |
| VfL Wolfsburg       | Bundesliga       | 2010–11         | 8         | 1         | 0         | 0         | —             | —             | —          | —          | 8        | 1        |
| VfL Wolfsburg       | Bundesliga       | 2011–12         | 16        | 12        | 1         | 0         | —             | —             | —          | —          | 17       | 12       |
| VfL Wolfsburg       | Bundesliga       | 2012–13         | 4         | 0         | 1         | 0         | —             | —             | —          | —          | 5        | 0        |
| 1. FC Köln          | 2. Bundesliga    | 2013–14         | 27        | 12        | 1         | 0         | —             | —             | —          | —          | 28       | 12       |
| 1. FC Köln          | Bundesliga       | 2014–15         | 0         | 0         | 0         | 0         | —             | —             | —          | —          | 0        | 0        |
| Összesen            | Összesen         | Összesen        | 218       | 110       | 14        | 6         | 0             | 0             | 9          | 4          | 241      | 120      |

## Sikerei, díjai
- 1. FC Köln
  - Bundesliga 2: 2013–14

## Külső hivatkozások
- Patrick Helmes a fussballdaten.de oldalán (németül)
- Patrick Helmes adatlapja a Kicker oldalán (németül)
- Patrick Helmes adatlapja a National-Football-Teams.com oldalon (angolul)

- Patrick Helmes adatlapja a Soccerway oldalon (angolul)
- Patrick Helmes adatlapja a Transfermarkt oldalán (angolul)